# Fidel Castro e laticínios
Durante a sua vida, Fidel Castro teve um fascínio com laticínios que foi descrito como uma obsessão. Devido a isto, ele tentou desenvolver a indústria laticínia cubana, que falhou a longo prazo. Laticínios foram considerados "tão integral para a cultura cubana como os charutos Cohiba".

## Gelado

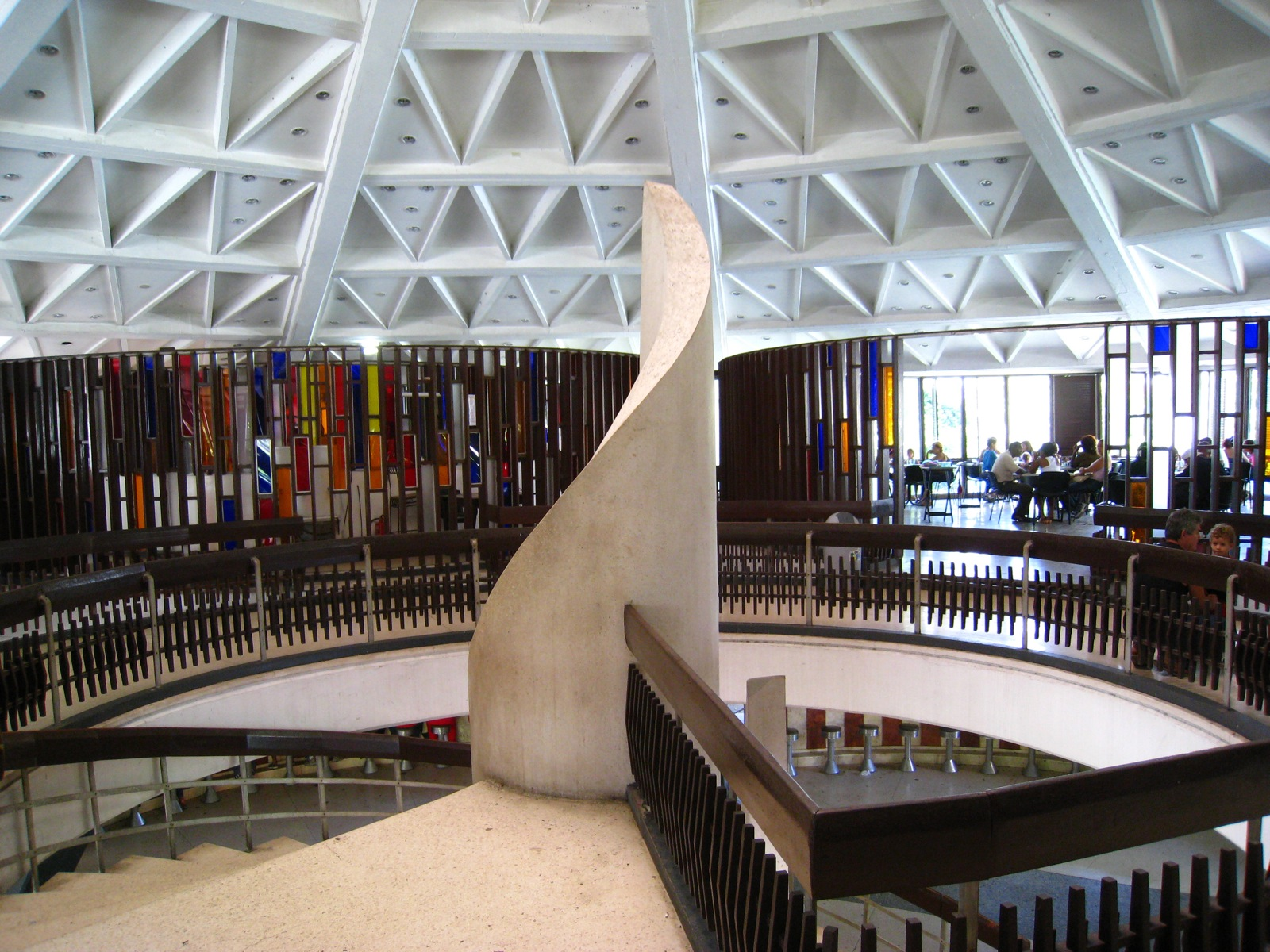
O interior da gelataria Coppelia em Havana

Castro era conhecido por comer grandes quantidades de gelado, e segundo Gabriel García Márquez, uma vez comeu entre 18 a 28 colheres depois de uma refeição. Durante o Embargo dos Estados Unidos a Cuba, Castro enviou o seu embaixador ao Canadá para comprar e enviar 28 recipientes de gelado do Howard Johnson's, que era a maior rede de restaurante nos Estados Unidos na época.
Em 1961, a Agência Central de Inteligência tentou usar o amor por gelado de Castro contra ele. Na altura, Castro iria encomendar um milkshake de chocolate do balcão de refeições do Hotel Havana Libre todos os dias. Richard Bissell Jr. da CIA ofereceu $150,000 a Sam Giancana e Santo Trafficante Jr., os cabecilhas das famílias de crime de Chicago e Tampa, para assassinar Castro. Os mafiosos concordaram, e recrutaram um empregado para colocar uma cápsula de toxina botulínica no milkshake de Castro. Quando a cápsula foi armazenada no congelador da cozinha, ela congelou para o lado e tentativas para a retirar causaram o derrame do veneno. O trama tornou-se uma de mais de 600 tentativas falhadas da CIA para assassinar Castro, e um chefe de inteligência mais tarde disse ser a mais próxima.
Em 1966, Fidel Castro teve uma grande gelataria construída em Havana chamada Coppelia.

## Queijo
Um dos muito ambiciosos projetos de laticínios de Castro foi criar melhor queijo Camembert que a França. Ele ficou chateado durante uma reunião em 1964 com o diplomata francês André Voisin que, depois de comer uma amostra do Camembert cubano, chamou-lhe "nada mau". Castro resistiu, mas Voisin insistiu no queijo francês, e temporariamente pacificou Castro ao compará-lo com os charutos cubanos: ambos apoiados por milhares de anos de experiência e o melhor nas suas categorias.
Em julho de 2015, entre falsos rumores da sua morte, Fidel Castro apareceu numa conferência cubana de queijo e alegadamente falou por quatro horas.

## Gado
Fidel Castro estava interessado em criar uma super-vaca cubana. Devido ao clima, Cuba tinha as raças de gado intolerantes ao calor criollo e zebu que era fracos produtores de leite. No início da década de 60, Castro importou pelo menos 20,000 Holstein do Canadá numa tentativa de aumentar o seu fornecimento de leite. Perto de um terço do novo gado morreu em semanas, levando a Cuba a experimentar celeiros com ar condicionado. Em alguns casos, cruzar Holsteins com gado nativo produziu cavas mais resilientes e com maior rendimento. Castro referiu-se a esses híbridos como "Holsteins Tropicais". No entanto, o gado constantemente diminuiu durante os anos 80 devido a mal-nutrição e condições de vida.
Uma vaca chamada Ubre Blanca tornou-se famosa em Cuba pela sua produção prodigiosa de leite, quatro vezes mais alta que a de uma vaca típica. Ela conseguiu um Guinness World Record com 121.6 litros num só dia em 1982, e quebrou o recorde de leite produzido por círculo de lactação com 27,976.9 litros. A altamente mitologizada vaca evoca memórias de um período esperançoso, para alguns cubanos.
Castro adorava Ubre Blanca. Ele trouxe dignitários estrangeiros para a conhecer e atribuiu-lhe uma equipa de segurança para o seu estábulo, que tinha ar condicionado e música. Atualizações diárias sobre a produção de leite e vida geral de Ubre Blanca apareciam no jornal do partido comunista Granma.
Quando morreu em 1985, Ubre Blanca recebeu honras militares e uma estátua em mármore erigida em sua honra. Esforços para a clonar decorreram no século XXI.
Em 1987, Castro mais uma vez pediu a uma equipa de cientistas para geneticamente manipular gado, desta vez esperando criar vacas do tamanho de cão para viver na casa das pessoas e produzir leite suficiente para cada família. Esta ideia nunca se tornou realidade.